# فرانسيس هوروويتز
فرانسيس هوروويتز (بالإنجليزية: Frances Horowitz)‏ هي عالمة نفس أمريكية، ولدت في 5 مايو 1932.